# Lagash
Lagaš o Lagash fue una de las ciudades-estado más antiguas de Sumeria y más tarde de Babilonia. Sus restos conforman una baja y larga línea de montículos de ruinas, conocida ahora como Tell al-Hiba en Irak, al noroeste de la unión del Éufrates con el Tigris y al este de Uruk. Está situada en el cauce de un antiguo canal, unos 5 kilómetros al este de Shatt-el-Haj y a poco menos de 16 kilómetros al norte de la actual Shatra.

Lagash y la Babilonia de Hammurabi, 1792 a 1750 a. C.

## El yacimiento arqueológico
Las ruinas de Lagash fueron descubiertas en 1877 por Ernest de Sarzec, en ese tiempo cónsul francés en Basora, a quien le fue permitido, por el jefe Montefich, Nasir Pasha el primer Wali-Pasha o gobernador general, excavar a su antojo en los territorios. Al principio por cuenta propia, después, como representante del gobierno francés, De Sarzec continuó las excavaciones del lugar, con varias intromisiones, hasta su muerte en 1901, después de que el trabajo fuera continuado con la supervisión de Gaston Cros. Las principales excavaciones fueron realizadas sobre dos grandes montículos, uno de los cuales resultó ser la zona del templo, E-Ninnu, el santo lugar del dios patrón de Lagash, Ningirsu o Ninib.
Las expediciones arqueológicas posteriores fueron dirigidas por Henri de Genouillac (1929-31) y Andre Parrot (1931-33).
El templo fue arrasado y se construyó una fortaleza sobre sus ruinas, en el periodo griego o seléucida; alguno de los ladrillos encontrados portaba inscripciones en arameo y griego de Hadad-nadin-akhe, rey de un pequeño reino babilonio. Fue bajo esta fortaleza donde se encontraron gran cantidad de estatuas de Gudea (rey de Lagash), las cuales constituyen el premio de las colecciones babilónicas en el Louvre. Estas habían sido decapitadas o mutiladas, y lanzadas en los fosos de cimentación de la nueva fortaleza. Las excavaciones en el otro gran montículo dieron con el descubrimiento de los restos de edificios que contenían objetos de todo tipo en bronce y piedra, fechados desde el primer periodo sumerio en adelante, permitiendo seguir la historia del arte babilónico hasta una fecha algunos cientos de años antes del tiempo de Gudea.

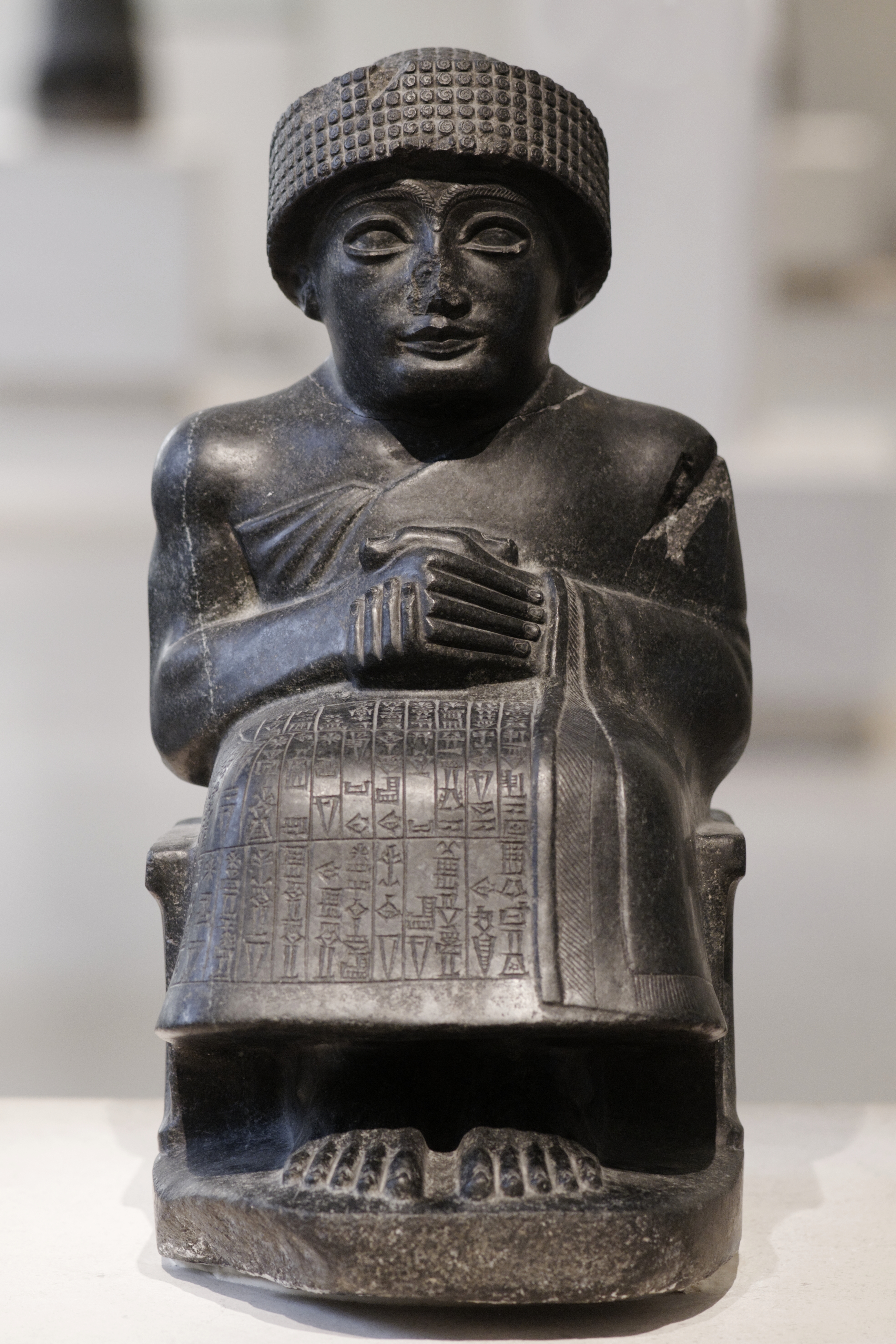
Estatua sedente del príncipe Gudea, patesi de Lagash, en diorita.

Aparentemente, este montículo había sido ocupado en gran medida por almacenes, en los cuales no sólo se guardaba grano, higos, etc., sino también vasijas, armas, esculturas y cualquier objeto posible relacionado con el uso y la administración del palacio y el templo. En un pequeño montículo periférico De Sarzec descubrió los archivos del templo, unas 30 000 tablillas de arcilla con inscripciones, guardando los registros de negocios, y revelando con extraordinario detalle la administración de un antiguo templo de Babilonia, el tipo de propiedad, el método de cultivar sus tierras, y sus tratos comerciales e industriales y empresariales. Desafortunadamente, antes de que estos archivos pudieran ser extraídos, las galerías que los contenían fueron saqueadas por los árabes, y un gran número de tablillas fueron vendidas a comerciantes de antigüedades, quienes las esparcieron por toda Europa y América.

## Historia
De las inscripciones encontradas en Telloh, parece que Lagash fue una ciudad de gran importancia en el periodo sumerio, (transcurrido probablemente en el cuarto milenio a. C.) Fue en aquel tiempo gobernada por reyes independientes, Ur-Nina (siglo XXXIV a. C.) y sus sucesores, quienes fueron puestos en contienda con los elamitas en el este y los reyes de Kengi y Kish en el norte. Con la conquista semita, la ciudad pierde su independencia, sus gobernantes se vuelven dependientes de Sargón de Acad y de sus sucesores; pero todavía permanece sumeria y continúa siendo una ciudad de mucha importancia, sobre todo, un centro de desarrollo artístico. Ciertamente, en este periodo y bajo la inmediata supremacía de los reyes de Ur, Ur-Gur y Dungi, alcanzó su mayor desarrollo artístico.
En este periodo, también, bajo Ur-bau y Gudea, Lagash tuvo extensas comunicaciones comerciales con reinos lejanos. Según sus propios registros, Gudea compró cedros de las montañas del Amanus y del Líbano en Siria, diorita de Arabia occidental, cobre y oro de Arabia meridional y central, y del Sinaí, mientras sus ejércitos, presuntamente bajo su señor superior, Ur-Gur, participaron en batallas en Elam en el Este. Esta fue especialmente la época de desarrollo artístico. Algunos de los primeros trabajos de Ur-Nina, Eannatum o Entemena anteriores a la conquista semita son también extremadamente interesantes, especialmente la famosa Estela de los buitres y un gran vaso de plata ornamentado con lo que podría ser llamado el escudo de Lagash, un águila con cabeza de león y con alas extendidas, cogiendo un león con cada garra.  Después de época de Gudea, Lagash parece perder su importancia; o por lo menos no sabemos nada sobre ella hasta la construcción de la fortaleza seléucida antes mencionada, cuando parece alcanzar parte del reino griego de Caracene. Los objetos encontrados en Tello son los tesoros más valiosos descubiertos en Babilonia.
En tiempos de Gudea, la capital de Lagash fue realmente Girsu (Telloh). El reino cubría un área de aproximadamente 1600 km². Contenía 17 ciudades más grandes, ocho capitales de distrito y numerosas aldeas (unas 40 conocidas por su nombre).

## Reyes de Lagash

### Primera dinastía de Lagash
- Enhengal (en el  2550 a. C.)
- Lugal-Scha-Gen-Sur (en el 2510 a. C.)
- Ur-Nanshe (en el 2480 a. C.)
- Akurgal (en el 2450 a. C.)
- Eannatum (en el 2445 a. C.)
- Enannatum I. (en el 2440 a. C.)
- Entemena (en el 2400 a. C.)
- Enannatum II.	(en el 2390 a. C.)
- Enitarzi (en el 2385 a. C.)
- Lugalanda (2384–2378 a. C.)
- Urukagina (2378–2371 a. C.)

### Segunda dinastía de Lagash
- Ki-Ku-Id (en el 2260)
- Engilsa (en el 2250)
- Ur-A (en el 2230)
- Lugalushumgal (en el 2200)
- Puzur-Mama
- Ur-Utu
- Ur-Mama
- Lu-Baba
- Lugula
- Kaku
- Urbaba (2164-2144 a. C.) .
- Gudea (2144-2124 a. C.)
- Urningirsu (2124-2119 a. C.)
- Pirigme (2119-2117 a. C.)
- Ur-GAR (2117-2113 a. C.)
- Nammahani (2113-2110 a. C.)